# کومانو، هیروشیما
کومانو، هیروشیما (به لاتین: Kumano, Hiroshima) یک منطقهٔ مسکونی در ژاپن است که در استان هیروشیما واقع شده‌است. کومانو ۲۴٬۰۰۹ نفر جمعیت دارد.